# Oncidium sharry baby
Oncidium sharry baby é uma espécie de orquídea epífita e um híbrido criado por Beall em 1983 a partir do cruzamento das espécies Oncidium jamie sutton e Oncidium honolulu. Tem pseudobulbos carnosos e folhas lanceoladas. Sua floração ocorre em qualquer época do ano, e no seu auge exala perfume semelhante a chocolate, por isso também é conhecida como orquídea chocolate. Suas inflorescências têm longa duração (40 dias ou mais), o que a torna uma das espécies mais comercializadas dentre as do gênero Oncidium. É ideal para orquidófilos principiantes, pois não exige muitos cuidados.